# تيم كورنيل
تيم كورنيل (بالإنجليزية: Tim Cornell)‏ هو مؤرخ بريطاني، ولد في 1946.